# 東サオリ
東 サオリ（ひがし サオリ、1969年4月8日 - ）は、日本の声優、舞台女優。三重県出身。81プロデュース所属。かつてはドラマティック・カンパニーの一員であった。本名および旧芸名は東 さおり（読み同じ）。

## 略歴
子供のころは『できるかな』のノッポさんや『たのしいきょうしつ』の水森亜土に憧れていた。当時は声優についてあまり知らなかったが、これが声優を目指す発端となった。
代々木アニメーション学院に入学し、そこで講師から「NHKに強いんだったら81だろう」と教えてもらい、81プロデュース演技研究所でオーディションを受け、1993年春に特待生として入所。同年にドラマティック・カンパニーの『ビロクシー・ブルース』を観劇し、「この舞台に立ちたい、関わりたい」と思い、1994年にスタッフとして携わるようになる。その後は舞台にも何度か出演していた。
入所して3年目にNHKのディレクターがレッスン中の教室に見学で訪れており、理科と社会科の番組のお姉さんやキャラクターボイスを探しているということでオーディションを受け、1996年に小学3年生向け理科番組『ふしぎのたまご』のドナドン役で声優デビュー。同役が決まっていたことから、81プロデュースに所属。
2022年7月1日付で芸名を本名の東さおりから東サオリに改名。

## 人物
声種はメゾソプラノ。方言は三重弁、関西弁。
声優としては、アニメ、外画、教育番組などで活躍している。
『忍たま乱太郎』では声優業を一時休業していた摩味の後任として第12期より黒木庄左ヱ門役を担当している。乱太郎役の高山みなみやきり丸役の田中真弓やしんべヱ役の一龍斎貞友を始め、クラスメイトを務める声優はみな自分より先輩で、自身としては先輩に引っ張ってもらいたいと思っていたが、庄左ヱ門は学級委員長であり、役作りに悩んでいた。ある日、音響監督の大熊昭にどうすればいいかと伺ったところ、「あなたの学級委員長でやってくれればいいんだよ」と言ってもらって迷いがなくなったという。
趣味は米ぬか酵素風呂、珈琲巡り、まったりすること。特技は身近な人のモノマネ。
7歳下の妹がいる。
私生活では2007年に結婚し、3人の男児の母親である。

## 出演
太字はメインキャラクター。

### テレビアニメ
1995年
- あずきちゃん（1995年 - 1998年、女子生徒、男子生徒、アナウンス、平川、ロボロボ太郎、庄作、マギー、コズエ 他） - 3シリーズ

1996年
- 爆走兄弟レッツ&ゴー!!（ティモタ）

1997年
- こどものおもちゃ（部長）

1998年
- 学級王ヤマザキ（はかまだ、タカハシ）
- Bビーダマン爆外伝（1998年 - 1999年、よいこボン、ビーダロン） - 2シリーズ
- 魔術士オーフェン（少年A）
- 超速スピナー（1998年 - 1999年、小暮宙太）

1999年
- 虹の戦記イリス（アル）
- 宇宙海賊ミトの大冒険（太田、ファラ）- 2シリーズ
- 逮捕しちゃうぞ Special（男の子）
- ぶぶチャチャ（子供）
- 装甲救助部隊レストル（ディアン）

2000年
- 幻想魔伝 最遊記（悟能）
- それいけ!アンパンマン（子鬼）

2001年
- 魔法戦士リウイ（露店のおばさん）
- 探偵少年カゲマン（2001年 - 2002年、ばあや）

2003年
- 犬夜叉（じっぽう、男の子）

2004年
- ドラえもん（テレビ朝日版第1期）（少年〈吉田君〉）
- 忍たま乱太郎（2004年 - 2025年、庄左ヱ門〈2代目〉、忍たま、生徒、ドクたま 他）

2005年
- 雪の女王（旅の女）

2006年
- クレヨンしんちゃん（サトシ）

2007年
- ラブ★コン（石原信子）
- 風のスティグマ（少年）
- 金田一少年の事件簿SP（猫間純子）

2010年
- デュエル・マスターズ クロスショック（ホルス）

2012年
- 名探偵コナン（豊北倫子）

2016年
- 忍たま乱太郎の宇宙大冒険 with コズミックフロント☆NEXT ブラックホールで危機一髪の段（庄左ヱ門）

2025年
- 光が死んだ夏（西田屋のおばさん、脳みそ）

### 劇場アニメ
- あずきちゃん（1995年、男子生徒[25]）
- 劇場版アニメ 忍たま乱太郎 忍術学園 全員出動!の段（2011年、庄左ヱ門[26]）
- 劇場版 忍たま乱太郎 ドクタケ忍者隊最強の軍師（2024年、庄左ヱ門）

### OVA
- さばくの国の王女さま（2001年）[27]

### ゲーム
- 大正もののけ異聞録（2003年、変生ババ）
- ラブ★コン 〜パンチDEコント〜（2006年、石原信子[28]）

### ドラマCD
- 月のうまれる夜（1996年、買い物客）
- サウンドピクチャーボックス ミュウツーの誕生（1999年、アナウンサー、トレーナー、フシギダネ、ニャース）
- 宇宙海賊ミトの大冒険 シリーズ（1999年 - 2000年、太田） - 2作品[一覧 4]
- やんなっちゃうくらい愛してる（2003年、村の女）
- ラブ★コン シリーズ（2003年 - 2005年、石原信子） - 2作品[一覧 5]
- 忍たま乱太郎 ドラマCD シリーズ（2009年 - 2016年、黒木庄左ヱ門） - 4作品[一覧 6]

### ラジオドラマ
- アドベンチャー・ドラマ 
  - レイチェルと魔法の匂い（2002年）[29]
  - レイチェルと魔導師の誓い（2003年）[30]
- FMシアター
  - 渚のバッド・エンド（2000年、イチロー）[31]
  - 彼方の時間割（2000年、美佳）[32]
  - さよならバースディ（2006年）[33]
- 歌謡ドラマ
  - ひかり猫（2007年）[34]
  - 昭和円舞曲（2009年）[35]
  - ホタルの熱（2009年）[36]
  - おかあちゃんの口紅（2009年）[37]
  - 禁じられた遊び（2010年）[38]
  - 鳩の巣・早春の朝（2010年）[39]
  - 靴ひもの結び方（2010年）[40]
- ラジオ時代劇「八丁堀喰い物草紙・江戸前でもなし」（2005年）[41]
- 青春アドベンチャー「スウィート・アンダーグラウンド」（2005年、ロッキンバード[42]）
- 日本・ミャンマー外交関係樹立60周年記念 ドキュメンタリードラマ 「血の絆」（2014年）[43]

### 吹き替え
- 微笑みをもう一度（1999年、ドロリス）
- オリバー!（2000年、煙突掃除少年） - テレビ東京版
- アトミック・トレイン（2000年） - テレビ朝日版
- ドクタークイン 大西部の女医物語（2000年、オリバー）

### デジタルコミック
- 別マプレミアム デジコミ DVD「ラブ★コン」（2003年、石原信子） - 『別冊マーガレット』2004年1月号付録

### ラジオ
- ドラマチックな夜だから2（1996年 - 1997年、東海ラジオ）

### テレビ番組
- ふしぎのたまご（1996年 - 2002年、NHK教育テレビ） - ドナドンの声、リカーナの声
- ひとりでできるもん!（NHK教育テレビ） - 油汚れのヌルベーの声
- ひとりでできるもん！どきドキキッチン（2002年 - 2003年、NHK教育テレビ） - ナナの声
- いないいないばあっ!（2003年 - 2023年、NHK Eテレ） - バコンの声、オマルンの声
- ヴィランの言い分（2025年、NHK Eテレ） - 空腹の声[44]

### 舞台
- 夢の海賊（1997年11月30日 - 12月7日、東京芸術劇場小ホール2） - Bキャスト
- V.S.O.P. 安楽兵舎（1999年5月2日 - 9日、東京芸術劇場小ホール2）
- The Birthday Game（2000年6月6日 - 11日、下北沢「劇」小劇場） - ミルク（森永純子） 役
- 子供劇場「かきの木マン2」（2000年） - ちくちく 役
- NEW YORK NEW YORK（2000年11月10日 - 12月1日、東京芸術劇場小ホール2・近鉄劇場）
- ねずみ小僧（2001年11月9日 - 18日、東京芸術劇場小ホール2）
- 陽だまりの樹 〜第一楽章〜（2002年11月8日 - 22日、東京芸術劇場小ホール2・近鉄劇場）

## ディスコグラフィ

### キャラクターソング
| 発売日         | 商品名                                                    | 歌 | 楽曲                               | 備考                                                               |
| -------------- | --------------------------------------------------------- | --- | ---------------------------------- | ------------------------------------------------------------------ |
| 1999年7月21日  | COSMIC LOVE                                               | aya with MITO CHOIR | 「COSMIC LOVE」                    | テレビアニメ『宇宙海賊ミトの大冒険 2人の女王様』オープニングテーマ |
| 1999年7月21日  | COSMIC LOVE                                               | 天野原学園有志一同 | 「正調・天野原音頭」               | テレビアニメ『宇宙海賊ミトの大冒険 2人の女王様』関連曲             |
| 1999年7月21日  | COSMIC LOVE                                               | MITO CHOIR | 「COSMIC LOVE (AI-NO-TE-version)」 | テレビアニメ『宇宙海賊ミトの大冒険 2人の女王様』関連曲             |
| 2006年7月19日  | いないいないばあっ！ うた☆うた☆だいすき                   | うーたん（間宮くるみ）、ベンキー（園部啓一）、オマルン（東さおり）、ぐーたん（深雪さなえ）、モウフー（石川寛美）、ハミガキマン（柴本浩行）、バコン（東さおり）、クックー（石川寛美、筒美奈子）、チャップン（宮田幸季、菊地祥子） | 「いっしょいっしょ」               | テレビ番組『いないいないばあっ!』挿入歌                            |
| 2006年7月19日  | いないいないばあっ！ うた☆うた☆だいすき                   | うーたん（間宮くるみ）、バコン（東さおり） | 「かたかたおかたづけ」             | テレビ番組『いないいないばあっ!』挿入歌                            |
| 2006年7月19日  | いないいないばあっ！ うた☆うた☆だいすき                   | うーたん（間宮くるみ）、オマルン（東さおり）、ベンキー（園部啓一） | 「トイレにいっといれ」             | テレビ番組『いないいないばあっ!』挿入歌                            |
| 2008年2月20日  | いないいないばぁっ！ こんにちは！ったら ラッタンタン      | うーたん（間宮くるみ）、ぐーたん（深雪さなえ）、バコン（東さおり） | 「ぱっくん も〜ぐも〜ぐ」          | テレビ番組『いないいないばあっ!』挿入歌                            |
| 2008年2月20日  | いないいないばぁっ！ こんにちは！ったら ラッタンタン      | うーたん（間宮くるみ）、バコン（東さおり） | 「パタパタ コトン！おかたづけ」    | テレビ番組『いないいないばあっ!』挿入歌                            |
| 2008年2月20日  | いないいないばぁっ！ こんにちは！ったら ラッタンタン      | うーたん（間宮くるみ）、ベンキー（園部啓一）、オマルン（東さおり） | 「トイレでスー♪」                  | テレビ番組『いないいないばあっ!』挿入歌                            |
| 2010年2月24日  | いないいないばあっ！ ブンブン ブキューン！                | うーたん（間宮くるみ）、クックー（石川寛美、筒美奈子）、ぐーたん（深雪さなえ）、バコン（東さおり） | 「じゅんばんばん」                 | テレビ番組『いないいないばあっ!』挿入歌                            |
| 2010年2月24日  | いないいないばあっ！ ブンブン ブキューン！                | うーたん（間宮くるみ）、ベンキー（園部啓一）、オマルン（東さおり） | 「それゆけ うんちっち〜！」        | テレビ番組『いないいないばあっ!』挿入歌                            |
| 2011年2月23日  | いないいないばあっ！ はしって ダアー！                    | うーたん（間宮くるみ）、クックー（石川寛美、筒美奈子）、ぐーたん（深雪さなえ）、バコン（東さおり） | 「うれしいな ありがとう」          | テレビ番組『いないいないばあっ!』挿入歌                            |
| 2011年2月23日  | いないいないばあっ！ はしって ダアー！                    | うーたん（間宮くるみ）、バコン（東さおり）、チャップン（宮田幸季、菊地祥子） | 「おかお ふきふき！」              | テレビ番組『いないいないばあっ!』挿入歌                            |
| 2011年11月30日 | いないいないばあっ！ わ～お！                             | ハミガキマン（柴本浩行）、バコン（東さおり）、うーたん（間宮くるみ） | 「ハミガキマン さんじょう！」      | テレビ番組『いないいないばあっ!』挿入歌                            |
| 2011年11月30日 | いないいないばあっ！ わ～お！                             | うーたん（間宮くるみ）、オマルン（東さおり）、ベンキー（園部啓一） | 「トイレ よいとこ よっといれ」     | テレビ番組『いないいないばあっ!』挿入歌                            |
| 2013年2月20日  | いないいないばあっ！ パチパチ パレードっ！                | うーたん（間宮くるみ）、バコン（東さおり）、クックー（石川寛美、筒美奈子）、ぐーたん（深雪さなえ） | 「バコンってば バ・コ・ン」        | テレビ番組『いないいないばあっ!』挿入歌                            |
| 2015年2月18日  | いないいないばあっ！ おててタッチ！                       | うーたん（間宮くるみ）、ぐーたん（深雪さなえ）、バコン（東さおり） | 「ポポイのポイ！」                 | テレビ番組『いないいないばあっ!』挿入歌                            |
| 2015年2月18日  | いないいないばあっ！ おててタッチ！                       | ゆうなちゃん（杉山優奈）、ワンワン（チョー）、うーたん（間宮くるみ）、ぐーたん（深雪さなえ）、ハミガキマン（柴本浩行）、バコン（東さおり）、ゴットン（松本健太）                                                                 | 「みんなでワッショイ！」           | テレビ番組『いないいないばあっ!』挿入歌                            |
| 2016年2月17日  | いないいないばあっ！ ワンツー！パンツー！                 | ゆきちゃん（大角ゆき）、ワンワン（チョー）、うーたん（間宮くるみ）、バコン（東さおり）、モウフー（石川寛美）、ハミガキマン（柴本浩行）、チャップン（宮田幸季、菊地祥子）                                                         | 「あわわ。」                       | テレビ番組『いないいないばあっ!』挿入歌                            |
| 2016年2月17日  | いないいないばあっ！ ワンツー！パンツー！                 | ゆきちゃん（大角ゆき）、ワンワン（チョー）、うーたん（間宮くるみ）、ぐーたん（深雪さなえ）、ハミガキマン（柴本浩行）、バコン（東さおり）                                                                                         | 「みんなでワッショイ！」           | テレビ番組『いないいないばあっ!』挿入歌                            |
| 2017年2月22日  | いないいないばあっ！ かんぱーい!!                         | ゆきちゃん（大角ゆき）、ワンワン（チョー）、うーたんとおともだち | 「かんぱーい!!」                   | テレビ番組『いないいないばあっ!』挿入歌                            |
| 2018年3月7日   | いないいないばあっ！ ほめられちゃった                     | うーたん（間宮くるみ）、バコン（東さおり）、ティーちゃん（城雅子） | 「おきがえ ぴょんぴょこぴょん！」  | テレビ番組『いないいないばあっ!』挿入歌                            |
| 2019年2月6日   | いないいないばあっ！ ポポポポポーズ                       | バコン（東さおり） | 「だいじだもん」                   | テレビ番組『いないいないばあっ!』挿入歌                            |
| 2020年3月4日   | いないいないばあっ！ ピカピカブ〜！                       | うーたん（間宮くるみ）、バコン（東さおり）、クックー（石川寛美、筒美奈子）、モウフー（石川寛美） | 「だいじょうぶんぶん」             | テレビ番組『いないいないばあっ!』挿入歌                            |
| 2020年3月4日   | いないいないばあっ！ ピカピカブ〜！                       | うーたん（間宮くるみ）、ぐーたん（深雪さなえ）、バコン（東さおり） | 「ごみごみポイ」                   | テレビ番組『いないいないばあっ!』挿入歌                            |
| 2021年8月18日  | いないいないばあっ！ ワンワンとうーたんのできた！できた！ | うーたん（間宮くるみ）、ぐーたん（深雪さなえ）、バコン（東さおり） | 「はんぶんこ！」                   | テレビ番組『いないいないばあっ!』挿入歌                            |
| 2023年3月1日   | いないいないばあっ！ ピョンピョンアニマルパーティー       | はるちゃん（倉持春希）、ワンワン（チョー）、うーたん（間宮くるみ）、バコン（東さおり）、モウフー（石川寛美）、ハミガキマン（柴本浩行）、チャップン（宮田幸季、菊地祥子）                                                         | 「あわわ。」                       | テレビ番組『いないいないばあっ!』挿入歌                            |

### その他参加作品
| 発売日        | 商品名                                                                    | 歌                                                       | 楽曲                   | 備考                                                    |
| ------------- | ------------------------------------------------------------------------- | -------------------------------------------------------- | ---------------------- | ------------------------------------------------------- |
| 2003年4月23日 | NHK ひとりでできるもん！どきドキキッチン 〜つくレッツ！うたのフルコース〜 | 平野俊隆、鈴木湧太、小代優華、東さおり、キラリンガールズ | 「ようこそ どきドキ」  | テレビ番組『ひとりでできるもん!どきドキキッチン』挿入歌 |
| 2003年4月23日 | NHK ひとりでできるもん！どきドキキッチン 〜つくレッツ！うたのフルコース〜 | 東さおり、キラリンガールズ                               | 「おいしい時間」       | テレビ番組『ひとりでできるもん!どきドキキッチン』挿入歌 |
| 2004年2月18日 | NHK ひとりでできるもん！どきドキキッチン 〜グッディ モーニング〜          | 東さおり、柴本浩行、キラリンガールズ                     | 「おさかなSHIPホップ」 | テレビ番組『ひとりでできるもん!どきドキキッチン』挿入歌 |
| 2004年2月18日 | NHK ひとりでできるもん！どきドキキッチン 〜グッディ モーニング〜          | 鈴木湧太、小代優華、平野俊隆、東さおり、キラリンガールズ | 「どきドキカーニバル」 | テレビ番組『ひとりでできるもん!どきドキキッチン』挿入歌 |

### シリーズ一覧
1. ↑  第1期（1995年）、第2期（1996年）、第3期（1997年 - 1998年）
2. ↑  第1期（1998年 - 1999年）、第2期『V』（1999年）
3. ↑  第1期（1999年）、第2期『2人の女王様』（1999年）
4. ↑  『CDシネマ 宇宙海賊ミトの大冒険 「ざ・む〜び〜？」』（1999年）、『〜ミトよ永遠に！〜』（2000年）
5. ↑  『ドラマCD』（2003年）、『ドラマCD 2』（2005年）
6. ↑  『二の段』（2009年）、『学級委員長委員会の段』（2012年）、『一年は組の段』（2014年）、『は組の段〜下巻〜』（2016年）

### ユニットメンバー
1. 1 2  川上とも子、柊美冬、小林由美子、千葉千恵巳、東さおり
2. ↑  柊美冬、南央美、小林由美子、豊嶋真千子、千葉千恵巳、大原さやか、黒崎彩子、高橋美佳子、東さおり
3. ↑  うーたん（間宮くるみ）、バコン（東さおり）、ティーちゃん（城雅子）、ハミガキマン（柴本浩行）、モウフー（石川寛美）
4. 1 2 3 4  山野さと子、橋本潮、瀧本瞳